# Ischia di Castro
Pour les articles homonymes, voir Ischia.
Ischia di Castro est une commune italienne d'environ 2 250 habitants, située dans la province de Viterbe, dans la région Latium, en Italie centrale.

## Histoire

### Étruscologie
L'appellation étrusque du site de Castro pourrait être Statonie. Les nécropoles des collines voisines mettent en évidence l'importance de cette citadelle au cours des VIIe et VIe siècles av. J.-C. Les tombes à puits et à chambre restitues leurs très beaux trousseaux funéraires ainsi que des sculptures en pierre volcanique (nenfro) représentant surtout des animaux fantastiques aux dimensions quelquefois monumentales (chevaux et lions ailés, béliers, panthères, sphinx) qui ont la fonction de gardiens du sépulcre. Des archéologues belges y retrouvent dans le vestibule d'une de ces tombes (Tomba della Biga) un char de parade, revêtu de bronze, ainsi que le squelette des trois chevaux qui forment son attelage et qui sont immolés au moment de la sépulture de leur propriétaire (fin VIe siècle av. J.-C.). De la même époque, on trouve creusée à même le tuf, devant l'église du Crocefisso, une tombe rupestre longue de 13 m, à trois chambres, avec des corniches de nenfro et des bustes angulaires à tête de bélier et de lion.

### Moyen Âge et époque moderne
Petite ville satellite de la cité-État de Vulci, Castro s'élève sur un promontoire rocheux à pic au-dessus de la rivière Monache au nord et de l'Olpeta au sud. Castro existe jusqu'en 1649, en tant que siège du duché de Castro, appartenant à la puissante famille des Farnèse. À cette date, à la suite d'un conflit avec le pape Innocent X, ce dernier ordonne d'attaquer la ville et, après la prise de celle-ci, la fait raser au sol. Le plateau sur lequel s'élève la ville est complètement recouvert par une dense végétation dans laquelle on peut distinguer de romantiques ruines Renaissance.

## Culture

### Musées
Il existe un Musée avec des pièces archéologiques de la préhistoire jusqu’à la période romaine.

## Administration
| Période                                  | Période | Identité | Étiquette | Qualité |
| ---------------------------------------- | ------- | -------- | --------- | ------- |
|                                          |         |          |           |         |
| Les données manquantes sont à compléter. |         |          |           |         |

### Communes limitrophes
Canino, Cellere, Farnese, Manciano, Pitigliano, Valentano.